# Maribel Lorenzo
María Isabel Lorenzo Gómez, detta Maribel (Vigo, 29 aprile 1946 – Santiago di Compostela, 22 aprile 1981), è stata una cestista spagnola.